# Alice Tv
Alice Tv (ital. alice tv) ist ein privater italienischer Fernsehsender der Sendergruppe LT Multimedia.

## Programme
| Köche und Moderatoren                          | Programme                                                                                     |
| ---------------------------------------------- | --------------------------------------------------------------------------------------------- |
| Luca Montersino                                | Peccati di gola, Accademia Montersino                                                         |
| Franca Rizzi e Daniele Persegani               | Casa Alice                                                                                    |
| Mattia Poggi                                   | Mattia: detto fatto!, Mattia detto fatto on tour, Mattia & friends, Indovina chi viene a cena |
| Mario Bacherini                                | Lezioni di cucina, Casa Alice presenta la cucina di base, I Classici della Cucina Italiana    |
| Luisanna Messeri                               | Il Club delle Cuoche, Bischeri e Bischerate (con Beppe Bigazzi)                               |
| Gianluca Nosari, Valentina Gigli e Ivan Bacchi | Dolce e Salato                                                                                |
| Lucia Sardo, Santo Pennisi                     | Masseria Sciarra                                                                              |
| Renato Mosco, Valeria Monetti                  | Pan per Focaccia                                                                              |
| Gianluca Aresu, Benedicta Boccoli              | Cinquanta sfumature di Cioccolato                                                             |
| Beppe Bigazzi, Paolo Tizzanini                 | Amici miei...Bischeri                                                                         |
| Michele Coppa, Roberto Valbuzzi                | Benvenuti al nord - La nosa cusina                                                            |
| Maria Pia Timo                                 | La vespa Teresa                                                                               |
| Norma Cariolato, Marilda Donà                  | Risi & Bisi                                                                                   |
| Patrizia Rossetti e Sergio Maria Teutonico     | Colto e mangiato, Colto e mangiato - l'Italia dell'olio                                       |
| Adriano Rosa                                   | Nonna & io                                                                                    |
| Andrea Cocco                                   | Indovina chi viene a cena (dal 2014)                                                          |
| Ela Weber, Mattia Poggi                        | Il piatto è servito                                                                           |
| Marisa Laurito, Andy Luotto                    | Pasta, Love & Fantasia                                                                        |
| Viviana Lapertosa, Giorgio Marchesi            | Metti una sera in tavola                                                                      |
| Fausto Carrara, Margherita                     | Cucina e nobiltà                                                                              |
| Monica Bianchessi                              | Pronto in tavola                                                                              |